# Alexis Mestre
Alexis Mestre Mencía (Sancti Spíritus, 17 agosto 1986) è un ex cestista cubano.

## Carriera
Con Cuba ha disputato i Campionati americani del 2011.